# Cervona Poleana, Dobrovelîcikivka
Cervona Poleana (în ucraineană Червона Поляна) este localitatea de reședință a comunei Cervona Poleana din raionul Dobrovelîcikivka, regiunea Kirovohrad, Ucraina.

## Demografie
Componența lingvistică a localității Cervona Poleana
     Ucraineană (92,98%)
     Rusă (6,08%)
     Alte limbi (0,78%)
Conform recensământului din 2001, majoritatea populației localității Cervona Poleana era vorbitoare de ucraineană (92,98%), existând în minoritate și vorbitori de rusă (6,08%).